# 明鏡止水〜武のKAMIWAZA〜
『明鏡止水〜武のKAMIWAZA〜』（めいきょうしすい ぶのカミワザ）は、NHK BSプレミアム（2021年度）・NHK総合（2022年度）で「レギュラー番組への道」などで合計10回（傑作選を含む）にわたり放送され、2023年1月11日から3月1日まで、NHK総合「若年層ターゲットゾーン」水曜日の番組として放送された武術をテーマにした教養番組。

## 概要
様々な武術の達人たちが、その武術について実技を交えて解説するものである。また違う種類の武術の達人同士で戦うこともある。
2023年1 - 3月期の「若年層ターゲットゾーン」でのレギュラー放送に当たっては、新作3本を新たに製作し放送するほか、過去に放送された作品の中から5本を選び再構成した実質的なアンコール放送された。

## 出演
- 岡田准一（俳優）
- ケンドーコバヤシ（コメディアン）
- トシ（タカアンドトシ / 芸人） - 3月1日の回のみ

## 放送内容

### レギュラー番組への道
2021年は、特記なき場合BSプレミアム23時15分 - 23時45分に放送。
2022年は、特記なき場合NHK総合23時30分 - 24時に放送。
| 放送日        | テーマ                      | ゲスト                                                                                     |
| ------------- | --------------------------- | ------------------------------------------------------------------------------------------ |
| 2021年1月08日 | 「一の巻 香取神道流」       | ジャングルポケット太田、山崎怜奈 解説:アレキサンダー・ベネット（一の巻）、日野晃（二の巻） |
| 1月15日       | 「二の巻 武神館」           | ジャングルポケット太田、山崎怜奈 解説:アレキサンダー・ベネット（一の巻）、日野晃（二の巻） |
| 6月25日       | 「三の巻 躰道」             | 市川紗椰、ニューヨーク嶋佐和也（三の巻のみ）                                               |
| 7月02日       | 「四の巻 幕末の剣術」       | 市川紗椰、ニューヨーク嶋佐和也（三の巻のみ）                                               |
| 2022年1月2日  | 「五の巻 弓馬の道・居合」   | 魔裟斗、小島瑠璃子 解説:アレキサンダー・ベネット                                           |
| 4月09日       | 「一の段 空手の一撃必殺」   | 百田夏菜子（ももいろクローバーZ）、太田博久（一の段のみ）、コカドケンタロウ（二の段のみ）  |
| 4月16日       | 「二の段 最強!?武蔵の剣」   | 百田夏菜子（ももいろクローバーZ）、太田博久（一の段のみ）、コカドケンタロウ（二の段のみ）  |
| 9月30日       | 傑作選                      |                                                                                            |
| 11月05日      | 「三の段 柔術温故知新」     | トリンドル玲奈、松本薫（三の段のみ） 語り:大塚明夫                                         |
| 11月12日      | 「四の段 武の原点? 少林拳」 | トリンドル玲奈、松本薫（三の段のみ） 語り:大塚明夫                                         |

### 若年層ターゲットゾーン

#### 明鏡止水〜武のKAMIWAZA〜
2023年1月11日から3月1日まで原則として毎週水曜23時 - 23時30分に放送された。
| 放送日        | テーマ                 | ゲスト                                              |
| ------------- | ---------------------- | --------------------------------------------------- |
| 2023年1月11日 | 「香取神道流」         | 太田博久、山崎怜奈 解説:アレキサンダー・ベネット    |
| 1月18日       | 「武神館」             | 太田博久、山崎怜奈 解説:アレキサンダー・ベネット    |
| 1月25日       | 「最強!? 武蔵の剣」    | 百田夏菜子（ももいろクローバーZ）、コカドケンタロウ |
| 2月01日       | 「柔術温故知新」       | トリンドル玲奈、松本薫                              |
| 2月08日       | 「空手の一撃必殺」     | 百田夏菜子、太田博久                                |
| 2月15日       | 「戦国の武! 甲冑兵法」 | 髙橋ひかる                                          |
| 2月22日       | 「円の理」             | オカダ・カズチカ、髙橋ひかる                        |
| 3月01日       | 「護身の拳」           | 谷まりあ、せいや                                    |

#### 明鏡止水 武の五輪
2024年5月22日から7月24日まで毎週水曜23時 - 23時30分に放送された。
| 放送日        | テーマ                     | ゲスト   |
| ------------- | -------------------------- | -------- |
| 2024年5月22日 | 「二足歩行を極める」       | 秋元真夏 |
| 5月29日       | 「極めるを極める」         | 秋元真夏 |
| 6月05日       | 「蹴って蹴って蹴りまくる」 | 山本千尋 |
| 6月12日       | 「拳を打ち抜け」           | 山本千尋 |
| 6月19日       | 「武士と騎士」             | 谷まりあ |
| 7月10日       | 「馬と弓」                 | 谷まりあ |
| 7月17日       | 「レス力を磨け」           |          |
| 7月24日       | 「重力を制する」           |          |

### その他
| 放送日        | テーマ         | ゲスト                                                         | 備考                           |
| ------------- | -------------- | -------------------------------------------------------------- | ------------------------------ |
| 2023年8月16日 | 武のSEKIGAHARA | 松本まりか、太田博久                                           | 総合23時 - 23時45分に放送。    |
| 9月09日       | 武の闘球       | 廣瀬俊朗、本田紗来、髙阪剛、廣木道心、アレキサンダー・ベネット | 総合18時5分 - 18時35分に放送。 |